# Начни сначала (фильм, 1985)
«Начни́ снача́ла» — советский музыкальный широкоэкранный фильм 1985 года режиссёра Александра Стефановича с Андреем Макаревичем в главной роли.

## Сюжет
Обожаемый молодёжью талантливый бард Николай Ковалёв с трудом пробивается через препоны чиновников от культуры. Благодаря другу Сергею Холодкову (Игорь Скляр) ему периодически удаётся выступать на официальных мероприятиях (один раз даже в телезаписи концерта в Доме культуры «Химик»), но это редкие случаи, не приносящие серьёзных карьерных дивидендов. Николая бросает девушка Лера (Александра Яковлева), он всерьёз задумывается о том, как упрочить свой жизненный статус, и решает устроиться на постоянную работу в филармонию.
Новый жизненный этап начинается в жизни Николая с появлением Лизы (Марьяна Полтева) — влюблённой поклонницы из провинциального города, где он однажды выступал. Она преследует его, стараясь всячески защитить от нападок недоброжелателей, устраивает скандалы, отстаивая право на свободу творчества и самовыражения. Николай избегает Лизы, но в то же время постоянно сталкивается с результатами её деятельности. Попытка Сергея Холодкова собрать на квартире Николая «нужных людей» также заканчивается скандалом, отчасти инициированным Лизой.
После исполнения песни «Разговор в поезде» на худсовете Николаю корректно советуют быть проще и доступнее, приводя в пример Сергея Холодкова, исполняющего «всем понятную песню» Игоря Николаева «Я уеду в Комарово». Впрочем, Ковалёва эта критика не слишком волнует, он считает себя поэтом, полагая, что главное — это творчество, а на критику в свой адрес иронично отвечает, что «камни бросают только в плодоносящее дерево, а в сухое камней не бросают», однако перебиваться случайными заработками становится всё сложнее.
Между тем над головой главного героя сгущаются тучи — выходит газетная статья главного критика неформального искусства Зуева (Ролан Быков) «Барды из подворотни. О проблемах самодеятельной песни». Ковалёв неприятно удивлён такими суровыми мерами, вдобавок в редакцию газеты, где была опубликована статья, начинают массово приходить коллективные письма от имени студентов, рабочих, учёных со словами защиты и обвинениями критика Зуева в ретроградстве. Письма написаны одним и тем же почерком, их пишет Лиза, тайком от своего кумира, но в редакции считают, что это сам Николай организовал общественное мнение в свою поддержку, и обещают сделать Ковалёва героем фельетона о саморекламе.
У Николая начинается творческий и жизненный кризис. Он пишет новую песню «Ах, варьете, варьете», но она ещё меньше соответствует желанию заказчика — театрального режиссёра. Однажды ночью Ковалёву звонят из милиции и просят помочь в установлении личности Царёнковой Елизаветы Владимировны. Оказывается, Лиза, отчаявшись справиться с травлей Николая и заставить его поверить в искренность своих чувств, решила действовать радикально. Выследив, где живёт критик Зуев, она расписала дверь его квартиры и стены в его подъезде обличающими надписями «Здесь живёт ретроград и борзописец», «Все — на защиту Николая Ковалёва», а также поцарапала самого Зуева, когда он пытался её задержать. Николай сначала радуется возможности положить конец фанатскому преследованию, но осознав, что девушка совершала свои поступки из лучших чувств и может пострадать, отправляется на поклон к критику Зуеву с просьбой забрать заявление из милиции. Зуев соглашается, с условием, что надписи будут стёрты. Лизу выпускают, но когда она узнаёт, что её кумир унизился перед гонителем, она понимает, что уважать такого человека она больше не сможет, однако тот пытается раскрыть ей глаза на правду.
Николай остаётся один перед сложным жизненным выбором: оставаться самим собой ради искусства, но в нищете, или же быть как все, творить согласно пожеланиям худсоветов, быть известным, но не иметь самого главного — уважения индивидуумов. Ковалёв пишет песню «Пока горит свеча», которая звучит в финале.

## В ролях
| Актёр               | Роль                                                                                     |
| ------------------- | ---------------------------------------------------------------------------------------- |
| Андрей Макаревич    | Николай Николаевич Ковалёв, бард                                                         |
| Марьяна Полтева     | Елизавета Владимировна (Лиза) Царёнкова, поклонница Николая (озвучивание — Ольга Машная) |
| Игорь Скляр         | Сергей Холодков, эстрадная звезда, друг Николая                                          |
| Александра Яковлева | Лера, бывшая девушка Николая                                                             |
| Ролан Быков         | Зуев, музыкальный критик                                                                 |
| Светлана Немоляева  | Мария Николаевна, член худсовета                                                         |
| Алла Мочернюк       | «Диана», актриса с колчаном стрел                                                        |
| Мичислав Юзовский   | Митя Юзов, сотрудник редакции (в титрах — Дмитрий Юзовский)                              |
| Иван Агафонов       | капитан милиции                                                                          |
| Вячеслав Спесивцев  | режиссёр театра-варьете                                                                  |
| Александр Розенбаум | камео                                                                                    |
| Максим Леонидов     | камео                                                                                    |
| Татьяна Веденеева   | камео                                                                                    |
| Михаил Светин       | Владимир, актёр на радиозаписи (вокал — Александр Кутиков)                               |
| Зоя Василькова      | актриса на радиозаписи                                                                   |
| Игорь Кашинцев      | телережиссёр                                                                             |
| Николай Корноухов   | алкоголик-«физкультурник», задержанный в милиции                                         |
| Александр Литовкин  | Толя, друг Холодкова                                                                     |
| Алла Майкова        | подруга Холодкова                                                                        |
| Ян Янакиев          | Николай Иванович, звукорежиссёр                                                          |
| Александр Иншаков   | друг Холодкова                                                                           |
| Алексей Богомолов   | Виктор Попов, радист антарктической экспедиции                                           |

## Съемочная группа
- Режиссёр: Александр Стефанович
- Сценарий: Александр Бородянский, Александр Стефанович
- Оператор: Владимир Климов
- Композитор: Александр Кутиков («В добрый час», «Песня без слов»), Андрей Макаревич
- Художники: Эдуард Дробицкий, Виталий Гладников
- Звукооператоры: Валентина Ладыгина, Владимир Виноградов
- Запись музыки: Виктор Бабушкин
- Второй режиссёр: Марина Лузгина
- Художник по костюмам: Вера Чиаурели
- Комбинированные съёмки:
  - оператор: Александр Ренков
  - художник: Зоя Морякова
- Редактор: Эдуард Ермолин
- Музыкальный редактор: Александр Беляев
- Директор: Людмила Габелая